# Горни-Детлак
Горни-Детлак (серб. Горњи Детлак) — населенный пункт (деревня) в общине Дервента, который принадлежит энтитету Республике Сербской, Босния и Герцеговина. По результатам югославской переписи населения 1991 года в Горни-Детлаке проживало 1031 человек.

## Население
В населении деревни значительно преобладают сербы.
| 1961                           | 1971 | 1981 | 1991 | - | - | - |
| ------------------------------ | ---- | ---- | ---- | - | - | - |
| 1176                           | 1107 | 1118 | 1031 | - | - | - |
| Гистограмма динамики населения |      |      |      |   |   |   |

### Национальный состав
1991 год:
- Сербы — 981 человек (95,15 %)
- Хорваты — 3 человек (0,29 %)
- Югославы — 21 человек (2,03 %)
- Мусульмане — 0 человек (0,00 %)
- Другие — 26 человек (2,52 %)